# Poledne
Jako poledne (nebo také občanské poledne) se obvykle označuje okamžik ve 12 hodin místního času. Sluneční poledne (nebo také pravé poledne) je okamžik, ve kterém je slunce nad obzorem nejvýš; od občanského poledne se může lišit o hodinu nebo i více.
Poledne rozděluje kalendářní den na dvě stejné poloviny, jež se nazývají půldny. Opakem poledne je půlnoc.
Často se polednem míní časové období kolem poledne, např. půl až celou hodinu před 12. hodinou a po ní (11.30 až 12.30 resp. 11.00 až 13.00)
Jídlo konzumované v době poledne nebo po poledni se nazývá oběd. V mnoha zemích mají zaměstnanci na oběd vyhrazenou přestávku (polední pauzu), někde následuje i čas na siestu.

## Sluneční poledne
Doba slunečního poledne se v průběhu roku mění až o 20 minut od střední hodnoty. Je to způsobeno tím, že Země obíhá po elipse a rychlost jejího pohybu vůči Slunci se mění, zatímco rotuje velice pravidelně kolem své osy.
Okamžik slunečního poledne závisí také na zeměpisné délce místa. V Česku je proto rozdíl mezi slunečním polednem v Chebu a Ostravě asi 25 minut.
Na rozdíl mezi pravým slunečním polednem a polednem občanským má také vliv nastavení letního času.

## Kulturně-historické zajímavosti
Tradice poledního zvonění pochází z dob obléhání Bělehradu v roce 1456. Papež Kalixt III. vyzval evropská katolická království, aby se modlila za vítězství obránců města. Poručil, aby každý kostel v poledne rozezvučel zvony jako připomínku věřícím.
Zvony brněnské katedrály sv. Petra a Pavla tradičně odbíjejí poledne už v 11.00. Tak zvané „brněnské poledne“ má svůj počátek v roce 1645. Odzvonění poledne dříve byla lest, jejíž pomocí se Brno zbavilo obléhajících Švédů.